# Краус, Ференц
Ференц Краус (венг. Krausz Ferenc; род. 17 мая 1962, Мор, Венгрия) — немецкий физик венгерского происхождения, который совместно с группой учёных впервые сгенерировал и измерил одиночный аттосекундный световой импульс и использовал его для наблюдения за поведением электронов в атомах, став одним из основоположников новой области физики — аттофизики.
Член Германской академии естествоиспытателей Леопольдина (2016), иностранный член-корреспондент Австрийской академии наук, иностранный член Венгерской академии наук (2007), Российской академии наук (2011). Лауреат Нобелевской премии по физике за 2023 год (совместно с Пьером Агостини и Анн Л’Юилье).

## Научная деятельность
Краус изучал физику в Университете Этвёша Лоранда, а также электротехнику в Будапештском техническом университете. Пройдя подготовку в Венском техническом университете, он получил в нём место профессора. В 2003 году его назначили директором Института квантовой оптики общества Макса Планка в Гархинге, Германия, а уже в 2004 году стал заведующим кафедрой экспериментальной физики в Университете Людвига Максимилиана в Мюнхене. В 2006 году Краус стал сооснователем Мюнхенского центра передовой фотоники (MAP) и работал там в качестве одного из руководителей.

## Исследования
Ференц Краус и его научная группа первыми в мире создали и измерили световой импульс длительностью менее одной фемтосекунды. Учёные стали использовать эти аттосекундные световые импульсы для наблюдения за движением электронов в режиме реального времени. Благодаря этому появилась новая область в физике — аттофизика.
Работы в данном направлении были начаты Ференцем Краусом и его командой ещё в 1990-х, когда были применены совершенно новые методы исследования технологии фемтосекундного лазера. Целью данных исследований было создание сверхкоротких световых импульсов, которые бы вывели изучение атомов на принципиально новый уровень. Главным условием для генерирования столь коротких импульсов является высокоточный контроль задержки ИК-импульсов относительно УФ-импульсов. Специальный сверхчувствительный детектор позволяет контролировать такого рода процессы на атомном уровне.
В 2001 году Ференц Краус и работающая с ним группа учёных впервые смогли не только сгенерировать, но и измерить аттосекундные световые импульсы при помощи интенсивных лазерных импульсов, состоявших из одного или двух циклов волны. Это вскоре позволило им отследить передвижения электронов в режиме реального времени. Возможность контролировать форму волны фемтосекундного импульса, продемонстрированная Ференцем Краусом и его командой, а также появившаяся в результате этого возможность возобновлять эти импульсы, привели к созданию специального измерительного оборудования, которое бы позволяло отслеживать все эти процессы. Всё это послужило базисом для создания новой области физики. За последние несколько лет Ференцу Краусу и его команде учёных удалось разработать и существенно усовершенствовать необходимое для проведения исследований сверхчувствительное оборудование, позволяющее следить за поведением атомов и электронов. Так, именно благодаря этому оборудованию удалось в реальном времени наблюдать такие процессы, как создание туннельного эффекта в результате деформации электростатического поля, перенос носителей заряда, когерентное ЭУФ излучение, запаздывающая фотоэмиссия, движение валентных электронов, а также наблюдение за оптическими и электрическими свойствами диэлектриков.

## Признание
- Премия Карла Цейса (1998)
- Приз Юлиуса Шпрингера по прикладной физике (2003)
- Премия имени Лейбница (2006)
- Премия по квантовой электронике IEEE (2006)
- Мемориальная лекция Манне Сигбана (2006)
- Медаль прогресса (2006)
- Орден «За заслуги перед Федеративной Республикой Германия» (2011)
- Международная премия короля Фейсала (2013)
- Премия Отто Гана (2013)
- Премия Вольфа по физике (2022)
- BBVA Foundation Frontiers of Knowledge Award (2022)
- Нобелевская премия по физике (2023)
- Орден Максимилиана «За достижения в науке и искусстве (2024)[31]
- Венгерский орден Святого Стефана (2024)[32]